# Józef Bryk
Józef Bryk (ur. 3 marca 1897 w Stanisławówce, zm. wiosną 1940 w Katyniu) – major piechoty magister Wojska Polskiego, ofiara zbrodni katyńskiej.

## Życiorys
Syn Józefa i Marii z Szeremetów urodzony w Stanisławówce, w ówczesnym powiecie żółkiewskim Królestwa Galicji i Lodomerii. Absolwent C. K. Gimnazjum w Żółkwi. Ukończył studia prawnicze i nauk politycznych z tytułem magistra Uniwersytetu Jana Kazimierza we Lwowie. Wstąpił do Legionów Polskich 14 sierpnia 1914. Służył w 3 pułku piechoty II Brygady Legionów Polskich, walcząc w kampaniach karpackiej, bukowińskiej, wołyńskiej. Po bitwie pod Kaniowem (11 maja 1918), dostał się do niewoli niemieckiej. W grudniu 1918 zgłasza się do białostockiego pułku strzelców, z którym przeszedł całą wojnę 1920.
W okresie międzywojennym pozostał w wojsku. Służył w 79 pułku piechoty w Słonimiu. 3 maja 1922 roku został zweryfikowany w stopniu kapitana ze starszeństwem z dniem 1 czerwca 1919 roku i 986. lokatą w korpusie oficerów piechoty. W 1928 pełnił służbę w dowództwie 20 Dywizji Piechoty, pozostając w kadrze oficerów piechoty. W sierpniu 1929 roku został przeniesiony do 78 pułku piechoty w Baranowiczach. 27 stycznia 1930 roku został mianowany majorem ze starszeństwem z dniem 1 stycznia 1930 roku i 14. lokatą w korpusie oficerów piechoty. W marcu tego roku został wyznaczony na stanowisko dowódcy batalionu. W czerwcu 1934 roku został przeniesiony do Powiatowej Komendy Uzupełnień Jasło na stanowisko komendanta. W 1938 roku kierowana przez niego jednostka została przemianowana na Komendę Rejonu Uzupełnień Jasło, a zajmowane przez niego stanowisko otrzymało nazwę „komendant rejonu uzupełnień”. Na stanowisku rejonowego komendanta uzupełnień Jasło pełnił służbę w następnym roku.
Podczas kampanii wrześniowej 1939, po agresji ZSRR na Polskę, dostał się do niewoli sowieckiej. Osadzono go w obozie jenieckim w Kozielsku. W grudniu 1939 jego nazwisko znajdowało się na liście tego obozu. Między 7 a 9 kwietnia 1940 przekazany do dyspozycji naczelnika smoleńskiego obwodu NKWD – lista wywózkowa 017/3 z 1940. Między 9 a 11 kwietnia 1940 został zamordowany w Katyniu przez funkcjonariuszy Obwodowego Zarządu NKWD w Smoleńsku oraz pracowników NKWD przybyłych z Moskwy na mocy decyzji Biura Politycznego KC WKP(b) z 5 marca 1940. Ofiary tej zbrodni grzebano w bezimiennych mogiłach zbiorowych, gdzie od 28 lipca 2000 mieści się oficjalnie Polski Cmentarz Wojenny w Katyniu. W miejscu tym prowadzone były ekshumacje i prace archeologiczne. W 1943 jego ciało zostało zidentyfikowane w toku ekshumacji nadzorowanych przez Niemców pod numerem 3436 (raport dzienny z 28 maja 1943) – dosł. określony jako Krijk Jozef, a przy zwłokach znaleziono: legit. ofic. oraz świad. szczep. w Kozielsku. Figuruje na liście Komisji Technicznej PCK pod numerem 03436 opisany jako Gryk Józef.

Józef Bryk był żonaty z Malwiną, z którą miał syna.
5 października 2007 minister obrony narodowej Aleksander Szczygło – decyzją nr 439/MON – mianował go pośmiertnie na stopień podpułkownika. Awans został ogłoszony 9 listopada 2007 w Warszawie, w trakcie uroczystości „Katyń Pamiętamy – Uczcijmy Pamięć Bohaterów”.

## Ordery i odznaczenia
- Krzyż Niepodległości (6 czerwca 1931)[28]
- Krzyż Walecznych (czterokrotnie)[29][1]
- Złoty Krzyż Zasługi (10 listopada 1938)[30][31]
- Srebrny Krzyż Zasługi (10 listopada 1928)[32][33]
- Medal Pamiątkowy Wielkiej Wojny (Francja)[34]

## Upamiętnienie
- Dąb Pamięci posadzony przez Stowarzyszenie Forum Polskie Stowarzyszenie „Na Chełmskiej” na ul. Lwowskiej w Chełmie[35].